# Lubnowy Wielkie
Lubnowy Wielkie (Duits: Groß Liebenau) is een plaats in het Poolse district  Iławski, woiwodschap Ermland-Mazurië. De plaats maakt deel uit van de gemeente Susz en telt 370 inwoners.